# António José de Vasconcelos e Sousa da Câmara Caminha Faro e Veiga
António José de Vasconcelos e Sousa da Câmara Caminha Faro e Veiga (Lisboa, São José, 15 de Fevereiro de 1738 - Lisboa, São José, 6 de Junho 1801), 6.º conde da Calheta e 2.º marquês de Castelo Melhor exerceu o cargo de 15.º capitão do donatário da ilha de Santa Maria, nos Açores.
Foi precedido no cargo por José de Vasconcelos e Sousa Caminha da Câmara Faro e Veiga, 1.º marquês de Castelo Melhor. Foi seguido por Afonso de Vasconcelos e Sousa da Câmara Caminha Faro e Veiga, 7.º conde da Calheta e 3.º marquês de Castelo Melhor.
Foi nomeado Presidente do Senado da Câmara de Lisboa, em 1792, cargo que ocupou até 1801.

## Relações familiares
Foi filho de José de Vasconcelos e Sousa Caminha da Câmara Faro e Veiga, 1º marquês de Castelo Melhor (10 de Agosto de 1706 - 22 de Abril de 1769) e de D. Maria Rosa Quitéria de Noronha (8 de Setembro de 1715 -?).
Casou em Lisboa, Santos-o-Velho no dia 29 de Novembro de 1777, com D. Mariana de Assis Mascarenhas (14 de Dezembro de 1737 -?) de quem teve:
1. José do Santíssimo Sacramento Maria Joaquim Ana Paulo António Francisco de Vasconcelos e Sousa (22 de Maio de 1781 - 30 de Setembro de 1789)
2. Manuel do Santíssimo Sacramento Maria Joaquim Ana Paulo António Francisco de Vasconcelos e Sousa (24 de Abril de 1782 - 13 de Janeiro de 1790)
3. Afonso de Vasconcelos e Sousa da Câmara Caminha Faro e Veiga (29 de Maio de 1783 - 27 de Agosto de 1827), 7.º conde da Calheta e 3.º marquês de Castelo Melhor, casou com D. Francisca de Assis Xavier Teles da Gama.
4. Rita do Santíssimo Sacramento de Vasconcelos e Sousa (9 de Setembro de 1784 - 28 de Setembro de 1832) casou com D. Luís de Almeida Portugal, 4.º marquês de Lavradio.
5. Helena do Santíssimo Sacramento de Vasconcelos e Sousa (6 de Fevereiro de 1786 - 9 de Fevereiro de 1846) casou com D. José Maria da Piedade de Lancastre, 6.º marquês de Abrantes.
6. Maria do Santíssimo Sacramento de Vasconcelos e Sousa (9 de Junho de 1790 - 29 de Outubro de 1814) casou com D. José Maria Gonçalves Zarco da Câmara, 7º conde da Ribeira Grande.
7. Luís do Santíssimo Sacramento de Vasconcelos e Sousa (6 de Fevereiro de 1791 - 4 de Setembro de 1843) casou com D. Teresa Henriques Pereira Faria Saldanha e Lancastre, 13ª senhora de Alcáçovas.